# 4253-as busz
A 4253-as jelzésű regionális autóbuszvonal Nyíregyháza, Kisvárda és Tiszamogyorós között húzódik, amelyet a MÁV Személyszállítási Zrt. üzemeltet.

## Útvonala
Az autóbuszvonal Szabolcs-Szatmár-Bereg vármegye megyeszékhelyét és egyik távolabbi községét, Nyíregyházát és Tiszamogyoróst köti össze, útvonalára fűzve három várost – Kisvárdát, Ajakot, Mándokot –, valamint Nyírpazony, Nyírtura, Nyírbogdány, Székely, Berkesz, Jéke, Tornyospálca, Mezőladány és Benk településeket, ezen felül alkalmanként Nyírtassot is.
Az autóbuszjáratok gyorsítottak, csak a forgalmasabb állomásokon és megállóhelyeken tesznek megállást. Nyíregyházán belül a Jósaváros és Örökösföld közötti 4-es főúton haladnak, majd egészen Ajakig azon is maradnak. Mivel a főút nyomvonala kikerüli a falvakat, így Nyírbogdány, Székely és Berkesz esetében is a központon át kénytelenek közlekedni az autóbuszok. Kisvárdán belül csak a városi vasútállomásig jár a Nyíregyháza felőli indítás, a tiszamogyorósi járat a kisváros belvárosán, majd a továbbiakban közutakon jut el a Tiszaparti Tiszamogyorósra.

## Közlekedése
Az autóbuszjáratok a hetek első tanítási napját megelőző munkaszüneti napokon közlekednek, lényeges célt szolgálva a távolabbi falvak városokba való kapcsolására. Tiszamogyorósról csak odairányban indul járat Nyíregyházára, visszafelé csak Kisvárdáig közlekedik autóbusz.
Kisvárdától főként a 4254-es buszok vehetőek igénybe az ingázó 4253-as mellett.
| Viszonylat                                         | Indításszám | Közlekedési rend                                         |
| -------------------------------------------------- | ----------- | -------------------------------------------------------- |
| Nyíregyháza, aut. áll. ➝ Kisvárda, aut. áll.       | 1 oda       | a hetek első tanítási napját megelőző munkaszüneti napon |
| Nyíregyháza, aut. áll. ⭠ Tiszamogyorós, aut. ford. | 1 vissza    | a hetek első tanítási napját megelőző munkaszüneti napon |

### Járművek
Az autóbuszvonalon szóló autóbuszok közlekednek, a mai vidéken jól bevált Credo Econell 12 járműveket felhasználva.

## Megállóhelyei
| 0                                            | Nyíregyháza, autóbusz-állomás végállomás        | 0.0 km  | 1, 1A, 2, 3, 4, 4Y, 7, 8, 8Y, 10, 10J, 10Y, 12, 12Y, 14, 14F, 20, 21, 22, 24, 25, 29, 30, 44, 44A, 90E, 91, 93, 93E, 95, 95E, 96, 900, 901, 902, H30, H31, H32, H35, H38, H40 1369, 1370, 1426, 1427, 1446, 1449 3877, 3881, 4200, 4201, 4202, 4203, 4205, 4206, 4207, 4208, 4209, 4210, 4211, 4212, 4213, 4214, 4215, 4216, 4217, 4218, 4219, 4220, 4221, 4222, 4224, 4225, 4231, 4232, 4233, 4234, 4235, 4236, 4237, 4238, 4239, 4240, 4241, 4242, 4243, 4248, 4249, 4250, 4271, 4281, 4282, 4290, 4291, 4304, 4381, 4570 |
| 1                                            | Nyíregyháza, Vay Ádám körút                     | 2.2 km  | 2, 4, 4B, 4Y, 9, 11, 13, 13Y, 14, 14F, 17, 17Y, 20, 21, 22, 27, 49, 51, 90E, 92, 902, H32 3877, 4205, 4206, 4207, 4208, 4215, 4216, 4217, 4218, 4219, 4220, 4221, 4222, 4225, 4226, 4232, 4233, 4234, 4236, 4238, 4290, 4291, 4381 |
| 2                                            | Nyíregyháza, Pazonyi tér                        | 3.0 km  | 5, 5A, 7, 12, 12Y, 14, 14F, 25, 27, 44, 44A, 51, 55, 55A, 90E, 92, 901, 902 3877, 4205, 4206, 4207, 4208, 4233, 4234, 4236 |
| 3                                            | Nyíregyháza, Bevásárlóközpontok                 | 4.6 km  | 25, 44, 44A, 51, 900, 901, 902 3877, 4205, 4206, 4207, 4208, 4233, 4234, 4236 |
| 4                                            | Nyírpazony, kabalási elágazás                   | 8.5 km  | 4205, 4206, 4207, 4208, 4233, 4236 |
| 5                                            | Nyírtura, autóbusz-váróterem                    | 13.5 km | 3877, 4205, 4206, 4207, 4208, 4233, 4234 |
| 6                                            | Nyírbogdány, autóbusz-váróterem                 | 18.4 km | 3877, 4206, 4207, 4208, 4233, 4234 |
| 7                                            | Nyírbogdány, Állami Gazdaság                    | 19.4 km | 4206, 4207, 4208, 4234 |
| 8                                            | Nyírbogdány, Őze tanya bejárati út              | 20.3 km | 4206, 4207, 4208, 4234 |
| 9                                            | Székely, autóbusz-váróterem                     | 23.9 km | 3877, 4204, 4206, 4207, 4208, 4234, 4267 |
| 10                                           | Berkesz, gyermekotthon                          | 29.2 km | 3877, 4208, 4267 |
| 11                                           | Berkesz, tűzoltószertár                         | 29.9 km | 3877, 4208, 4267 |
| 12                                           | Berkesz, Rákóczi utca 143.                      | 30.5 km | 3877, 4208, 4267 |
| 13                                           | Nyírtass, pátrohai elágazás                     | 34.2 km | 3877, 4208, 4267 |
| Helyi jegyek és bérletek érvényességi határa |                                                 |         | |
| ∫                                            | Nyírtass, Dózsa György utca 36.                 | ∫       | 4208, 4267 |
| ∫                                            | Nyírtass, Dózsa György utca 75.                 | ∫       | 4208, 4267 |
| ∫                                            | Nyírtass, Fő tér                                | ∫       | 4208, 4267 |
| ∫                                            | Nyírtass, József Attila utca 16.                | ∫       | 4208, 4267 |
| ∫                                            | Nyírtass, Fő tér                                | ∫       | 4208, 4267 |
| ∫                                            | Nyírtass, Dózsa György utca 75.                 | ∫       | 4208, 4267 |
| ∫                                            | Nyírtass, Dózsa György utca 36.                 | ∫       | 4208, 4267 |
| 13                                           | Nyírtass, pátrohai elágazás                     | 34.2 km | 3877, 4208, 4267 |
| 14                                           | Ajak, olajütő                                   | 41.6 km | 3877, 4208, 4267 |
| 15                                           | Ajak vasútállomás, bejárati út                  | 42.0 km | 3877, 4208, 4267 expresszvonat, InterRégió, személyvonat – Ajak (100) |
| 16                                           | Kisvárda, LIDL                                  | 45.2 km | 3877, 4208, 4267 |
| 17                                           | Kisvárda, autóbusz-állomás vonalközi végállomás | 45.6 km | 3877, 3887, 3888, 4208, 4210, 4251, 4254, 4259, 4261, 4263, 4267, 4270, 4271 EC, expresszvonat, IC, nemzetközi IC, InterRégió, személyvonat – Kisvárda (100) |
|                                              | Kisvárda, Csillag utca                          |         | 3877, 3887, 3888, 4208, 4210, 4251, 4254, 4259, 4261, 4263, 4267, 4270, 4271 |
| Jéke, autóbusz-váróterem                     | 4254                                            |         | |
| Tornyospálca, gyógyszertár                   | 4254                                            |         | |
| Tornyospálca vasútállomás, bejárati út       | 4254 személyvonat – Tornyospálca (111)          |         | |
| Mezőladány, újkenézi elágazás                | 4254                                            |         | |
| Mándok, benki elágazás                       | 4254                                            |         | |
| Benk, Rákóczi utca 6.                        | 4254                                            |         | |
| Benk, autóbusz-forduló                       | 4254                                            |         | |
| Benk, Rákóczi utca 6.                        | 4254                                            |         | |
| Mándok, benki elágazás                       | 4254                                            |         | |
| Mándok, autóbusz-váróterem                   | 4254, 4256                                      |         | |
| Mándok, eperjeskei elágazás                  | 4254, 4256                                      |         | |
| Tiszamogyorós, autóbusz-forduló végállomás   | 4254, 4256                                      |         | |